# Viktorija Aladzic
Aladžić Viktorija (Szabadka, 1959. március 14. –) szerbiában élő magyar-bunyevác építész, várostervező, szülővárosa, Szabadka öröksége védelmének és revitalizációjának szakértője, a szabadkai Építőmérnöki Kar egyetemi professzora. 
A szakmák és a tudás közötti térben Aladžić Viktorija ihletet talált próza- és versíráshoz is.

## Élet és karrier
Építészeti tanulmányait 1985-ben fejezte be Belgrádban, ahol 2008-ban doktorált.
Építészként a szakmai, tudományos tudás felelősségét és a Szabadka iránti szeretetet egyesítette munkájában. Viktorija Aladžić az Építőmérnöki Kar egyetemi professzoraként, várostervezőként, építészként és az örökség védelmével és újraélesztésével foglalkozó szakértőként nyilvánosan és energikusan részt vesz Szabadka építészeti örökségének megőrzésében.
Az építészet mellett prózát, verseket ír, és újságírással is foglalkozik. Eddig két intellektuálisan felépített prózagyűjteménye és összesen három novelláskötete jelent meg.

## Művek
- Putovanje u Firencu, (próza), 1989.
- Zgrada subotičkog pozorišta, (Gordana Vujnović-Prćićtyal együtt), 1992.
- Šljivin cvijet, novellák
- Sunčani grad, új és régi történetek, 1998.
- Secesija u Subotici, Szabadka, 2002.
- Hungarian Ceramics from the Zsolnay Factory, New York, 2002 (társszerző)
- Gradotvorci I, Szabadka, 2004.
- Gradotvorci II, Szabadka, 2006 (M. Grlica és G. Vujnović-Prčić társaságában)
- Subotica koja nestaje, Szabadka, 2012.

## Fordítás
Ez a szócikk részben vagy egészben  a   Viktorija Aladžić című szerb Wikipédia-szócikk ezen változatának fordításán alapul.  Az eredeti cikk szerkesztőit annak laptörténete sorolja fel. Ez a jelzés csupán a megfogalmazás eredetét és a szerzői jogokat jelzi, nem szolgál a cikkben szereplő információk forrásmegjelöléseként.